# Radio Mars
Radio Mars est une station de radio marocaine fondée en 2009 et basée à Casablanca. 
Sa programmation se concentrait initialement à 80 % sur l'information sportive. Elle émet en français, en arabe et aussi en tamazight.

## Historique
Radio Mars est la 1ère radio sportive marocaine fondée en 2009 par Hicham El Khlifi, Mbarka Bouaida et Lino Bacco.

## Fiche Technique[2]
Dénomination : RADIO MARS.
Éditeur : Société RADIO 20.
Caractéristiques : Radio multirégionale axé sur la thématique « Sport & Musique ».
Caractéristiques générales de la programmation : Propose une programmation relative au sport, et composée de musique, d’information générale, de magazines économiques, culturels, littéraires et de société, jeux, service & vie pratique…etc.
Zones géographiques de diffusion : Bassins d’audience du Grand Casablanca-Chaouia-Ouardigha, de Rabat-Salé-Gharb et pays Zayane et Zaër, de la région de Fès- Meknès et pré-rifain, du Plateau des phosphates et Tadla, du Centre, du Nord, du Rif, et de l’Oriental.
Durée de diffusion : 24/24 heures.

## Fréquences
- Rabat: 96,5 MHz
- Casablanca: 91,2 MHz
- Settat: 94,7 MHz
- El Jadida: 91,5 MHz
- Fès: 89,4 MHz
- Meknès: 90,7MHz
- Beni Mellal: 98,1 MHz
- Tanger: 92,3 MHz
- Nador: 100,7 MHz
- Al Hoceïma: 94,4 MHz
- Oujda: 97,7 MHz
- Taza:107,1 MHz
- Taza:100,1 MHz
- Kénitra: 89,3 MHz
- Taounate: 92,1 MHz
- Bouarfa: 90,6 MHz
- Taourirt: 94,2 MHZ
- Figuig: 88,8 MHz
- Cabo Negro - M'Diq: 91,1 MHz
- Khouribga: 93,9 MHz
- Ifrane: 88,1 MHz
- Khénifra: 95,6 MHz
- Midelt: 90,1 MHz
- Targuist: 92,7 MHz
- Missour: 94,0 MHz
- Marrakech: 98,2 MHz
- Agadir: 91,8 MHz
- Laayoune, Safi: 94,8 MHz
- Dakhla: 94,3 MHz
- Tétouan: 91,7 MHz
- Skhour Rehamna: 99.1 MHz
- Ouarzazate: 104.8 MHz
- Essaouira: 89.0 MHz
- Guercif: ?
- Ouezzane: ?

## Animateurs et Consultants
- Karim Mourad
- Lino Bacco
- Zouhair Alouane
- Mohammed Garda
- Hamid Rouissi
- Azzedine Amara
- Amine Birouk
- Hicham El Khlifi
- Adil Aomari
- Dounia Siraj
- Issam Benjelloun
- Xavier Sanchez
- Youness Jouda
- Ayoub El Basri
- Hicham Bensaid Alaoui
- Aziz Mustaphi
- Sarah Moujahid
- Mourad Moutawakil
- Mohamed Boutouzzaz
- Aziz El Kablaoui
- Mehdi Benallal
- Yousra El Mensouri
- Laila Mounjim
- tlaghi mohammed
- afifa souaidi

## Émissions[3]
- Culture Foot
- Culture foot 2
- Rock United
- Pop United
- Match de la semaine
- Mars Attack
- Yawmyat Al-Andiya
- Mazale Mana3ssinche
- Tachkila Mouchkila
- Almarrikh Arriyadi
- Oulama de Mars
- Makaynch ghir lkora
- Lmarikh riyadi
- Yawmiyat al andiya
- Al hakika f 90 dakika

## Sanctions de laHACA
Le Conseil supérieur de la communication audiovisuelle a décidé, lors de sa plénière du 11 juillet 2019, de suspendre la diffusion de Radio Mars durant l’horaire habituel de l’émission "العلما د مارس" et "قضايا رياضية بعيون الجالية", pour une durée de 15 jours et la suspension de ces deux émissions pendant la même période.
Cette suspension est assortie de l’obligation de donner lecture sur les ondes de la radio d’un communiqué exposant les motifs de la sanction. La décision du Conseil supérieur sera aussi publiée au Bulletin Officiel.
Cette décision intervient à la suite du constat fait par les équipes de la HACA dans le contenu de plusieurs éditions de ces deux émissions de manquements aux dispositions légales et réglementaires en vigueur régissant le secteur de la communication audiovisuelle.
Les manquements relevés concernent notamment les obligations de l’opérateur en matière de respect de la dignité humaine, de lutte contre les stéréotypes portant atteinte à l’image et à la dignité de la femme et de non-incitation à la violence et à la haine.
Dans les attendus de la décision prise à la suite des délibérations du Conseil supérieur, celui-ci a considéré que la promotion des idéaux et des valeurs du sport et de l’esprit de la compétition loyale, ainsi que la valorisation du rôle du sport dans la socialisation, l’intégration, le renforcement de la cohésion sociale et l’ouverture sur l’Autre, constituent une mission fondamentale du journalisme sportif. Or, il a été relevé que le discours tenu lors des éditions de l’émission "العلما د مارس" incite et encourage, même implicitement, une partie du public à la violence et à la haine entre supporters lors des manifestations sportives.
Une attitude d’autant plus inacceptable que les animateurs et invités des émissions de sport sont supposés, eu égard au statut de leaders d’opinion des journalistes et de la responsabilité sociale des médias, représenter une référence et un modèle pour une large partie du public, et en particulier les jeunes.